# Ernie K-Doe
Ernie K-Doe (Ernest Kador Jr., né le 22 février 1936, et mort le 5 juillet 2001 à La Nouvelle-Orléans) est un chanteur américain de R&B, particulièrement connu pour son single Mother-in-Law (en) sorti en 1961 et classé numéro 1 dans le Billboard Hot 100 et le Billboard R&B.

## Discographie
| Single                                                | Année | US | US R&B |
| ----------------------------------------------------- | ----- | -- | ------ |
| Mother-In-Law                                         | 1961  | 1  | 1      |
| Te-Ta-Te-Ta-Ta                                        | 1961  | 53 | 21     |
| I Cried My Last Tear                                  | 1961  | 69 | —      |
| A Certain Girl                                        | 1961  | 71 | —      |
| Popeye Joe                                            | 1962  | 99 | —      |
| Later For Tomorrow                                    | 1967  | —  | 37     |
| (It Will Have To Do) Until The Real Thing Comes Along | 1967  | —  | 48     |